# Rutger Weemhoff
Rutger Weemhoff (Emmen, 1 januari 1948) is een Nederlands acteur en auteur.
Rutger Willem Weemhoff was jarenlang actief als acteur in het theater en voor televisie. Na zijn opleiding aan het Gymnasium in Voorburg en studie aan de Toneelschool te Amsterdam was Weemhoff vanaf 1972 te zien bij gezelschappen als Poëzie Hardop en Centrum. Hij was in 1977 de eerste in Nederland met een solovoorstelling: De Jongste Dag (Toon Hermans koos in 1958 nadrukkelijk voor het woord 'onemanshow', dus Weemhoff is de eerste met een 'solovoorstelling'). Dit was een muziektheaterproductie. In 1979 richtte hij een regionale theatergroep in Noord-Holland op, Toneelgroep Acht Oktober, alwaar hij een aantal jaren locatietheater in een tent in nieuwbouwwijken of op het biljart in cafés maakte. Hij maakte tal van politiek-satirische afleveringen met zijn eigen Videotheater op de Amsterdamse Kabel en persifleerde daar onder anderen Lubbers. Op de landelijke televisie speelde hij een onder andere de rol van Koekebakker bij de NCRV in Titaantjes (Nescio), hij deed mee in de dramaserie Dubbelleven, met onder anderen Kitty Courbois en Mieke Verstraete. Hij maakte in de jaren 80 als regisseur een aantal door hem zelf geschreven televisiedramaproducties voor de NOS televisie: De Werking, Dansen wij vanavond? Ondergangen. Naast zijn bezigheden als acteur studeerde Weemhoff in de jaren 80 tevens enkele jaren filosofie aan de Gemeentelijke Universiteit van Amsterdam. In 1995 speelde hij de rol van de boer die op zoek is naar een vrouw, Ritske de Bont, in de met een Gouden Televizier-Ring-bekroonde dramaserie Vrouwenvleugel. Landelijke bekendheid kreeg hij in 1996 door zijn rol als magnaat c.q. bad guy Henri van Cloppenburg in de soapserie Goudkust. In 1998 werd zijn rol wegens ziekte overgenomen door Filip Bolluyt. 
In 2002 interviewde het blad Filosofiemagazine hem als Filosoof van de Dood naar aanleiding van zijn boek FilosofievandeDood.nl, waarin hij zijn levensfilosofie uiteenzet. 
Als auteur schreef Weemhoff tal van teksten: boeken, novellen, korte verhalen, dichtbundels, toneelstukken, filmscenario’s, columns, essays. In april 2010 voltooide hij zijn eerste roman Dodeman, een kroniek van een bijna-dood ervaring. Ook schreef hij het boek Leren Acteren, een methodisch handboek voor acteurs.